# Айліль мак Слануйл
Айліль мак Слануйл (ірл. Ailill mac Slánuill або Oilioll mac Slánuill) — Ольолл мак Слануйлл — верховний король Ірландії (згідно середньовічної ірландської історичної традиції). Час правління: 831–815 до н. е. (згідно «Історії Ірландії» Джеффрі Кітінга) або 1197–1181 до н. е. згідно хроніки Чотирьох Майстрів. Син Сланолла (ірл. — Slánoll) — верховного короля Ірландії. Прийшов до влади вбивши свого кузена і попередника Бернгала. Правив Ірландією протягом дванадцяти чи п'ятнадцяти чи шістнадцяти років. Був вбитий Сірна Саеглахом (ірл. — Sírna Sáeglach) — правнуком Рохехтайда мак Майна. «Книга захоплень Ірландії» синхронізує час його правління з часом правління Діоцеса Мідійського (694–665 до н. е.), що сумнівно.